# Provincia di Antique
Antique è una provincia delle Filippine nella regione del Visayas Occidentale.
Il capoluogo provinciale è San Jose.

## Geografia antropica

### Suddivisioni amministrative
La provincia di Antique è divisa in 18 municipalità:
- Anini-Y
- Barbaza
- Belison
- Bugasong
- Caluya
- Culasi
- Hamtic
- Laua-an
- Libertad
- Pandan
- Patnongon
- San Jose
- San Remigio
- Sebaste
- Sibalom
- Tibiao
- Tobias Fornier
- Valderrama